# Stelis laxiflora
Stelis laxiflora är en orkidéart som först beskrevs av Otto Porsch, och fick sitt nu gällande namn av Alec M. Pridgeon och Mark W. Chase. Stelis laxiflora ingår i släktet Stelis och familjen orkidéer. Inga underarter finns listade i Catalogue of Life.